# いしぜきひでゆき
いしぜき ひでゆきは日本の漫画原作者、シナリオライター。男性。代表作は『コンシェルジュ』（作画：藤栄道彦）、『バイオハザードシリーズ』など。劇画村塾出身で、その仕事範囲はゲーム、テレビドラマ、コミックなど多岐に渡る。

## 略歴
劇画村塾を卒業後、テレビ業界に携わりながら集英社や小学館の原作コンクールに応募し、いくつかの入賞を経て『月刊少年ジャンプ』で漫画原作者としてデビューする。
その後読み切り作品の原作などを手がけつつ、先輩であるさくまあきらの誘いによりゲーム業界と接点を持ち、その後岡本吉起設立のフラグシップにシナリオライターとして参加する。
2009年4月、大阪電気通信大学デジタルアート・アニメーション学科教授に就任。

## 携わった作品
- ダーウィンの方式（作画：増田剛）芳文社よりコミックス刊行。
- コンシェルジュ（作画：藤栄道彦）新潮社よりコミックス刊行。なお、続編『コンシェルジュ プラチナム』『コンシェルジュ インペリアル』では原案者としてクレジットされている。
- はぐれ包丁人無宿 暴れ板豪介（作画：土山しげる）徳間書店よりコミックス刊行。
- ブレイブストーリー 新たなる旅人（PlayStation Portable）SCEより発売。
- ゼルダの伝説 ふしぎの木の実（ゲームボーイカラー専用）2001年2月27日発売
- バイオハザード CODE:Veronica（ドリームキャスト）2000年2月3日発売
- バイオハザード0
- ウルトラ警備隊 モンスターアタック
- エルドラドゲート
- GENJI -神威奏乱-
- エルヴァンディアストーリー